# Daniel Brack
Daniel Brack (* 19. März 1981 in Stuttgart) ist ein deutscher Handballtrainer und ehemaliger Handballspieler. Er trainierte den HC Oppenweiler/Backnang Seine Spielposition war im zentralen Rückraum.
Die erste Station seiner Karriere war in der Jugend der TSV Scharnhausen. 2000 wechselte er zum damaligen Regionalligisten TSG Oßweil. Mit der Mannschaft stieg er 2002 in die 2. Bundesliga auf. Parallel dazu hatte er ein Zweitspielrecht beim Erstligisten VfL Pfullingen. Am 26. Dezember 2002 hatte er sein Erstliga-Debüt; Trainer war sein Vater Rolf Brack. Im Juli 2004 wechselte er dann zum TV Großwallstadt. Großwallstadt verließ er 2006 und wechselte zu den Berliner Füchsen. Nach nur einem Jahr in Berlin ging er zur Saison 2007/2008 zur HBW Balingen-Weilstetten. Ab dem Sommer 2009 lief Brack eine Saison lang für die TSV Hannover-Burgdorf auf. Danach wurde der Vertrag mit beiderseitiger Zustimmung aufgelöst. Anschließend unterzeichnete er einen Vertrag bei der HSG Düsseldorf. Von 2011 bis 2013 übte er die Funktion des Spielertrainers beim Schweizer Zweitligisten HC KTV Altdorf aus. Zur Saison 2013/14 wechselte er zum TV Plochingen, bei dem er die Funktion des Spielertrainers ausübte. In der Saison 2014/15 konnte er mit dem TV Plochingen den Aufstieg in die Oberliga feiern. In der Saison 2017/18 war er nur noch Trainer beim TV Plochingen. Brack unterschrieb am 18. Januar 2019 einen Vertrag beim VfL Pfullingen, welchen er ab der Saison in der 3. Liga trainierte. Im Frühling 2021 verlängerte er seinen Vertrag beim VfL Pfullingen bis 2023. Anschließend betreute er in der Saison 2023/24 den Drittligisten HC Oppenweiler/Backnang. Ab der Saison 2025/26 wird er den TSV Neuhausen/Filder trainieren.

## Galerie

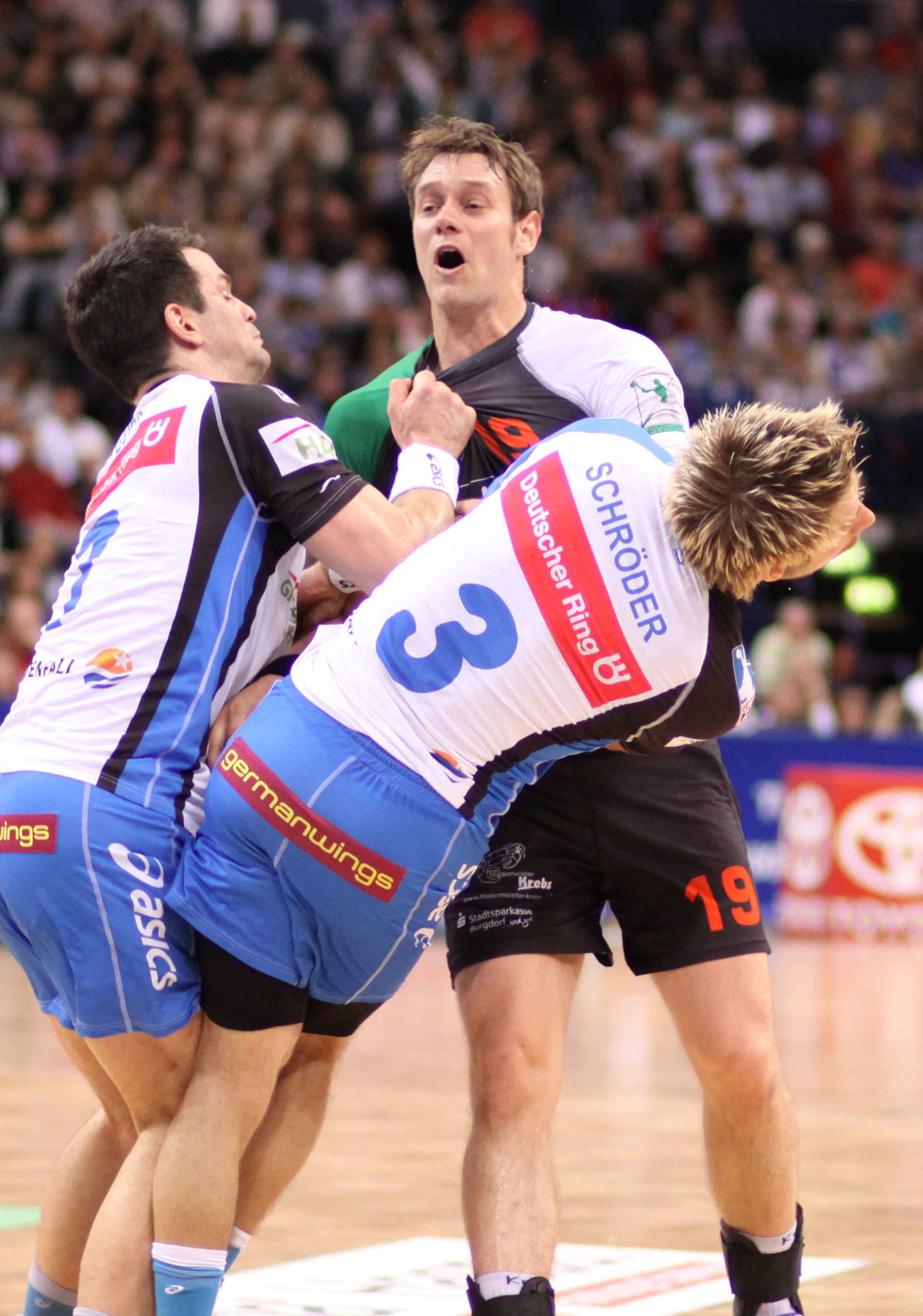
Daniel Brack in der Zange
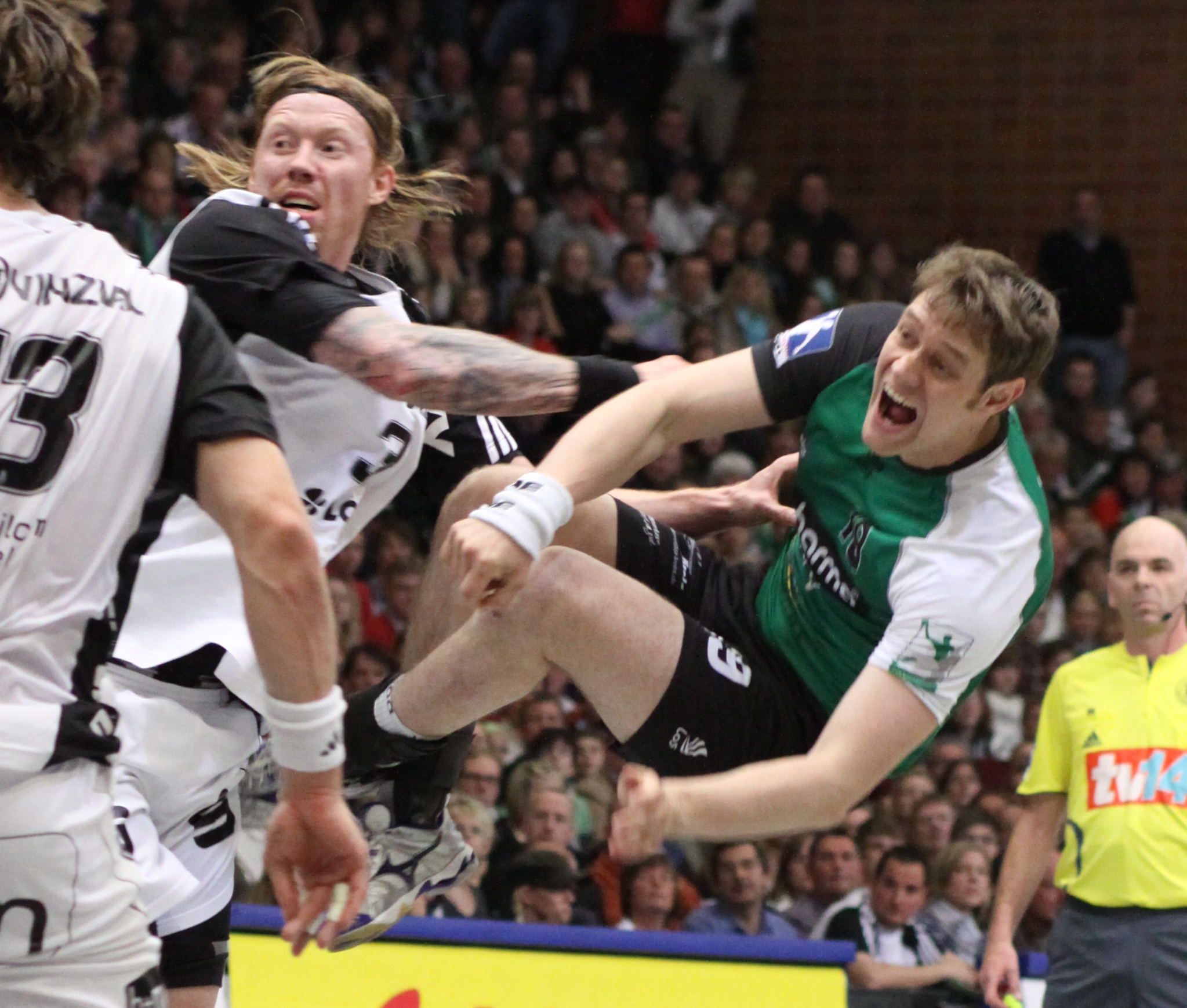
Daniel Brack gegen den THW Kiel